# Poecilimon angulatus
Poecilimon angulatus är en insektsart som beskrevs av Boris Petrovich Uvarov 1939. Poecilimon angulatus ingår i släktet Poecilimon och familjen vårtbitare. Inga underarter finns listade i Catalogue of Life.